# Torremuelle
La factoría de salazones (cetariae) de Torremuelle  junto a Benalroma y Los Molinillos, constituyen  los yacimientos arqueológicos  más representativos de la historia romana del municipio de Benalmádena (Málaga).    

## Situación
El yacimiento se localiza en las inmediaciones de la carretera N-340, junto a la desembocadura del arroyo Lagar que delimita la urbanización denominada Torremuelle.

## Descripción e historia

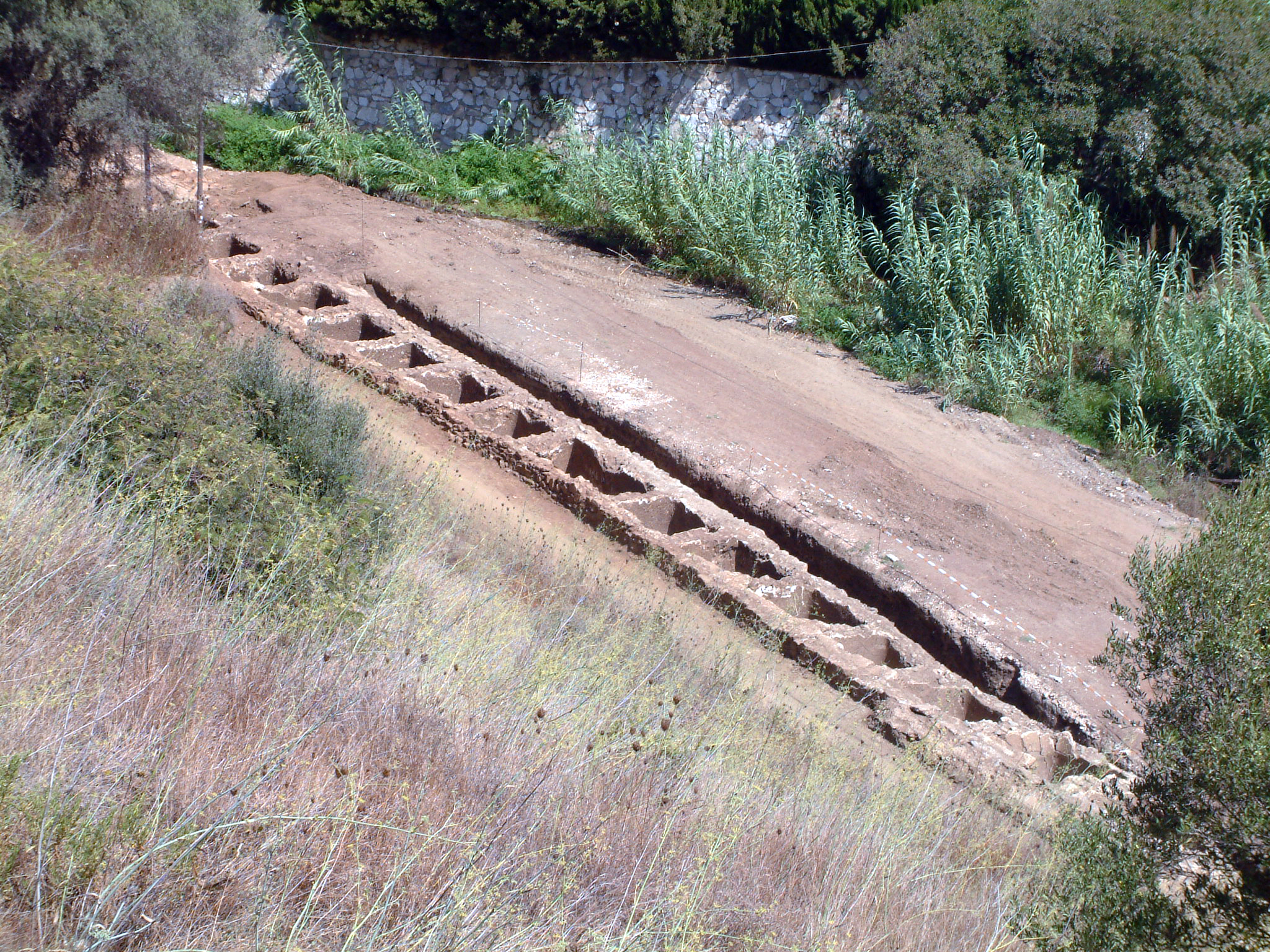
Vista general de la cetariae. Torremuelle.

Las primeras noticias acerca de la ocupación romana en Benalmádena, datan de mediados del siglo XX cuando, Giménez Reyna, hace alusión a la existencia de una villa, denominada por aquel entonces “villa Mauritania”, la cual ofrecía “restos de fuertes cimentaciones, pilas salsarias y solerías de opus signinum y con numerosos fragmentos de cerámica por el contorno”.  
Tal y como señalara Temboury en “Huerta de la Marenga se localizan los restos de un pequeño muelle, donde se hallaron materiales y restos de edificios romanos. Al hacer la carretera cortó transversalmente una habitación, que quedó colgada, a unos dos metros de la rasante. 
A nivel inferior y ya próximo al mar, en julio de 1951, se halló un tapete de mosaico, con dibujo de círculos y cruces, hecho de teselas de piedra blanca y negra y cristales verdes y azules (…)”. Estas construcciones debían formar parte de una villa a mare vinculada a una instalación de carácter industrial dedicado a la explotación de los recursos marinos. Esta actividad, no sólo estaría corroborada por el hallazgo de la factoría, sino también por el hallazgo de varias ánforas salsarias rescatadas en las aguas cercanas. 
Adscrito a este mismo yacimiento, en 2002 se documentó en la ladera de un promontorio que desciende hasta una pequeña vaguada, junto al margen derecho del arroyo Lagar, restos constructivos de mampostería y signinum así como algunos fragmentos cerámicos de la época.
Las intervenciones arqueológicas efectuadas en 2003, pusieron al descubierto los restos constructivos de la pars fructuaria: un complejo industrial constituido por un total de diecinueve pilas dispuestas en batería con orientación norte-sur a lo largo de 50 metros y una habitación anexa por el lado norte.  
Estas pilas, presentan enlucido de opus signinum y fondo matado mediante medias cañas para facilitar su limpieza. La habitación anexa del extremo norte de la fábrica y posiblemente destinada al almacenamiento, presenta pavimento de mortero de cal y arena asentado sobre un empedrado de piedra caliza; como consecuencia del ensanchamiento del cauce del arroyo o de un posible desprendimiento, el muro de cierre ya desaparecido, conserva aún los restos de un vano de acceso a la misma. 

## Materiales

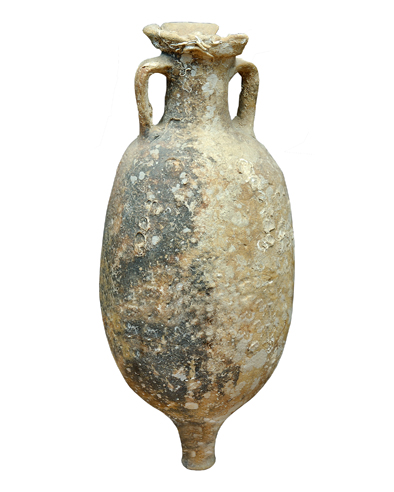
Ánfora Dr. 10. Ensenada de Torremuelle.

En cuanto al material arqueológico documentado, aunque escaso, destacamos la presencia de cerámica alto imperial del siglo I d. C., constituida fundamentalmente por ánforas salsarias, cerámica de cocina y vajilla de mesa. 
Tradicionalmente se han asignado las piletas de mayor tamaño para la elaboración de salazones y las más pequeñas para el liquamen; en este sentido y a tenor de los restos exhumados, tanto los materiales cerámicos como de ictiofauna, se baraja la hipótesis de que, en esta cetariae, se elaboraron salsas en mayor proporción, siendo utilizada probablemente la pileta central (de mayor tamaño) para salazones. 
Estas construcciones fabriles, con evidentes relaciones tipológicas con otros conjuntos conocidos en la Mauretania Tingitana, siguieron unos patrones de asentamiento muy característicos para este tipo de establecimientos: La pars urbana, que constituye la villa a mare, se sitúa en primera línea de la costa; la pars fructuaria así como posiblemente la pars rústica se instalaron muy próximos a esta, a escasos 100 metros, junto a la desembocadura de un arroyo para el abastecimiento de agua dulce (necesaria para este tipo de actividades). 
Del mismo modo, su situación (frente a un puerto natural) podría haber facilitado el embarque y desembarque de contenedores que llegaban a la zona; en este sentido, hay que tener en consideración el hallazgo de dos ánforas salazoneras en las aguas cercanas a esta ensenada